# Excitotoxicité
L'excitotoxicité est un processus pathologique d'altération et de destruction neuronale ou neurotoxicité, par hyperactivation par le glutamate et ses analogues (tous étant des neurotransmetteurs excitateurs). Ces neurotransmetteurs activent des récepteurs excitateurs neuronaux comme les récepteurs NMDA et AMPA. Lorsque ces excitotoxines sont en trop grande concentration, en se liant à ces récepteurs, ils provoquent une entrée massive dans la cellule d'ions calcium,. Le Ca++ active à son tour un certain nombre d'enzymes dont des phospholipases C, des endonucléases et des protéases telle la calpaïne. Ces enzymes dégradent alors les structures cellulaires : cytosquelette, membrane cellulaire, ADN.
Ce mécanisme physiopathologique est incriminé dans un certain nombre de maladies neurologiques comme les traumatismes de la moelle épinière, les traumatismes cérébraux, la surdité acquise (par ototoxicité liée à la surexposition au bruit), et les accidents vasculaires cérébraux, ou neurodégénératives du système nerveux central comme la sclérose en plaques, la maladie d'Alzheimer, la sclérose latérale amyotrophique, la fibromyalgie, la maladie de Parkinson ou enfin la chorée de Huntington,. D'autres pathologies fréquentes entraînent une libération excessive de glutamate comme l'hypoglycémie ou l'état de mal épileptique.

## Historique
Les effets négatifs du glutamate ont été décrits pour la première fois par le japonais T. Hayashi en 1954. Il nota que l'application directe de glutamate sur le système nerveux central causait des crises épileptiques. Cette description a été oubliée pendant de nombreuses années. 
L'excitotoxicité a été observée pour la première fois dans le cas du glutamate monosodique en 1957 par D. R. Lucas et J.P. Newhouse. L'expérience initiale consistait à nourrir des souris nouveau-nées avec du glutamate monosodique. Il a été constaté la destruction de neurones dans la couche interne de la rétine. Vers 1969, John Olney découvrit que ce phénomène n'était pas limité à la rétine, mais concernait tout le cerveau, et il le nomma alors excitotoxicité. Il établit également que cette mort cellulaire ne concernait que les neurones post-synaptiques, que la neurotoxicité des agonistes du glutamate était proportionnelle à leur capacité à activer les récepteurs au glutamate, et que les antagonistes du glutamate pouvaient inhiber cette neurotoxicité.

## Physiopathologie
L'excitotoxicté peut être provoquée par des substances synthétisées par l'organisme (excitotoxines endogènes). Le glutamate est le neurotransmetteur excitateur principal dans le système nerveux central des mammifères. Dans des conditions normales la concentration du glutamate dans la fente synaptique peut atteindre 1 mmol, pour décroître ensuite rapidement en quelques millisecondes. Si cette concentration ne diminue pas ou au contraire augmente, le neurone s'autodétruit par apoptose.
Ce mécanisme pathogène est aussi susceptible de se produire après lésion cérébrale. Un traumatisme cérébral ou un accident vasculaire cérébral peuvent être à l'origine d'une insuffisance d'irrigation sanguine dénommée ischémie. L'ischémie est suivie d'une accumulation de glutamate et d'aspartate dans le liquide extracellulaire, qui aggravée par une déficience en oxygène et en glucose provoque alors la mort cellulaire. On appelle cascade ischémique la cascade d'évènements biochimiques résultant de l'ischémie et impliquant l'excitotoxicité. Pour limiter les conséquences de l'ischémie et de l'activation des récepteurs au glutamate, le patient atteint d'une lésion cérébrale peut être mis en coma artificiel profond pour diminuer le métabolisme cérébral, donc sa consommation en glucose et oxygène, et préserver l'énergie nécessaire pour éliminer le glutamate par transport actif. Remarque : l'objectif principal du coma induit est de diminuer la pression intracranienne  et non pas de diminuer le métabolisme cérébral (à vérifier).
L'une des conséquences néfastes de l'excès de calcium dans le cytosol est l'ouverture des pores membranaires mitochondriaux de type PMT quand cet organite absorbe trop de calcium. Cette ouverture provoque le relargage  par la mitochondrie, de protéines pouvant mener à l'apoptose, son gonflement et l'excrétion de plus de calcium encore. De plus la production d'adénosine triphosphate ou ATP peut s'arrêter et l'enzyme ATP synthase peut se mettre à hydrolyser l'ATP au lieu de la synthétiser.
La production d'ATP inadaptée résultant du traumatisme encéphalique est à même de perturber le gradient de certains ions. Or ces gradients ioniques 
sont nécessaires à l'activité des transporteurs de glutamate qui l'éliminent de l'espace  intercellulaire. La perte de ces gradients va non seulement arrêter l'élimination du glutamate, mais encore inverser le sens des transporteurs et aboutir ainsi à une élévation plus grande encore des concentrations en aspartate et glutamate du milieu intercellulaire, et donc une activation majorée et néfaste des récepteurs au glutamate.  
Le mécanisme biologique moléculaire d'entrée du calcium n'est pas le seul responsable de l'apoptose induite par l'excitotoxicité. Récemment, il a été remarqué que l'activation des récepteurs extrasynaptiques au NMDA, déclenchée par l'exposition au glutamate ou par  des conditions d'ischémie ou d'hypoxie, inactive le facteur transcriptionnel CREB (Cyclic adenosine monophosphate response element binding protein)
qui à son tour provoque la suppression du potentiel de membrane de la mitochondrie et l'apoptose. À l'opposé, l'activation des récepteurs synaptiques au NMDA n'active que la voie métabolique du CERB qui active à son tour le BDNF (brain-derived neurotrophic factor) sans déclencher d'apoptose.

## Additifs alimentaires
Le débat actuel concernant le phénomène d'excitotoxicité le plus connu du grand public, est celui relatif à l'aspartame. Environ 40 % (en masse) de l'aspartame absorbé est métabolisé en acide aspartique, une excitotoxine. Comme l'aspartame est rapidement absorbé, (à l'inverse de l'acide aspartique contenu dans les protéines alimentaires), l'aspartame est connu comme pouvant provoquer des pics de concentration d'aspartate dans le plasma sanguin,.
Un autre débat concerne le glutamate, largement utilisé comme exhausteur de goût dans l'alimentation industrielle. Les exhausteurs de goût étant des sels de glutamate, ils sont bien plus neurotoxiques que l'acide glutamique contenu dans l'alimentation naturelle.